# Apanthura senegalensis
Apanthura senegalensis är en kräftdjursart som beskrevs av Barnard 1925. Apanthura senegalensis ingår i släktet Apanthura och familjen Anthuridae. Inga underarter finns listade i Catalogue of Life.